# Cynanchum auriculatum
Cynanchum auriculatum är en oleanderväxtart som beskrevs av John Forbes Royle och Robert Wight. Cynanchum auriculatum ingår i släktet Cynanchum och familjen oleanderväxter.

## Underarter
Arten delas in i följande underarter:
- C. a. amamianum
- C. a. sinense